# Jan Tomicki (historyk)
Jan Tomicki (ur. 24 czerwca 1932 w Psarach, zm. 8 czerwca 1988 w Warszawie) – polski historyk dziejów Polski międzywojennej, badacz dziejów polskiej lewicy. 

## Życiorys
Absolwent historii na UW (1956). Był uczniem prof. Henryka Jabłońskiego – doktorat (Działalność polityczna Norberta Barlickiego) obronił 29 stycznia 1966 na UW. Habilitacja w Instytucie Historii PAN w 1973, profesor nadzwyczajny w 1980, profesor zwyczajny w 1986. Pracował w Archiwum Zakładu Historii Partii przy KC PZPR. W latach 1959–1966 był członkiem redakcji kwartalnika „Z Pola Walki”. Od 1971 wykładał w Wyższej Szkole Nauk Społecznych przy KC PZPR, a następnie w Akademii Nauk Społecznych PZPR, gdzie był dyrektorem Instytutu Historii Ruchu Robotniczego. Był członkiem PZPR od 1955 roku, a w latach 1948–1955 członkiem ZWM, jednak nie pełnił żadnych funkcji w organizacjach. Napisał wiele istotnych prac dotyczących problematyki politycznej II Rzeczypospolitej i historii lewicy w Polsce. Był redaktorem popularno-naukowego ujęcia dziejów II RP opublikowanego w ramach serii „Konfrontacje historyczne”.  Członek komitetu redakcyjnego i autor haseł w Słowniku biograficznym działaczy polskiego ruchu robotniczego, autor haseł w Polskim Słowniku Biograficznym. Od czerwca 1985 był członkiem Komitetu Redakcyjnego dla opracowania "Pism zebranych" Władysława Gomułki.

## Publikacje
- Norbert Barlicki, Wybór przemówień i artykułów z lat 1918–1939, wybór, wstęp i przypisy oraz bibliografia prac N. Barlickiego Jan Tomicki, Warszawa: Książka i Wiedza 1964.
- Norbert Barlicki: 1880–1941: działalność polityczna, Warszawa: Państwowe Wydawnictwo Naukowe 1968.
- Stanisław Dubois, Artykuły i przemówienia, wybór i oprac. Eugeniusz Rudziński i Jan Tomicki przy współudziale Bożeny Krzywobłockiej, przedmowa Henryk Jabłoński, Warszawa: Książka i Wiedza 1968.
- Międzynarodowy ruch robotniczy w latach 1929–1939, Warszawa: WSNS 1974.
- Ruch robotniczy w Polsce 1935–1939, Warszawa 1977.
- Ruch robotniczy w Polsce w latach 1935–1939, Warszawa: Wyższa Szkoła Nauk Społecznych przy Komitecie Centralnym Polskiej Zjednoczonej Partii Robotniczej. Instytut Ruchu Robotniczego 1977.
- Mieczysław Niedziałkowski, Warszawa: „Iskry” 1978.
- Stanisław Dubois, Warszawa: „Iskry” 1980.
- Norbert Barlicki, Muszą zamilknąć spory na lewicy: wybór pism, wybór, wstęp i przypisy Jana Tomickiego, Warszawa: „Książka i Wiedza” 1980.
- (redakcja) Polska Odrodzona 1918–1939: państwo, społeczeństwo, kultura, red. J. Tomicki, Warszawa 1982.
- Lewica socjalistyczna w Polsce 1918–1939,  Warszawa: „Książka i Wiedza” 1982.
- Polska Partia Socjalistyczna 1982–1948, Warszawa: „Książka i Wiedza” 1983.
- II Rzeczpospolita: oczekiwania i rzeczywistość, Warszawa: Młodzieżowa Agencja Wydawnicza 1986.

## Nagrody i odznaczenia
- Nagroda "Trybuny Ludu" (zespołowa) dla autorów i redaktorów książki Międzynarodowy ruch robotniczy (1976)[8]
- Nagroda im. Ludwika Waryńskiego (1983) za pracę "Lewica socjalistyczna w Polsce 1918-1939"[9]
- Krzyż Oficerski Orderu Odrodzenia Polski[10]